# Ruta de la Amistad

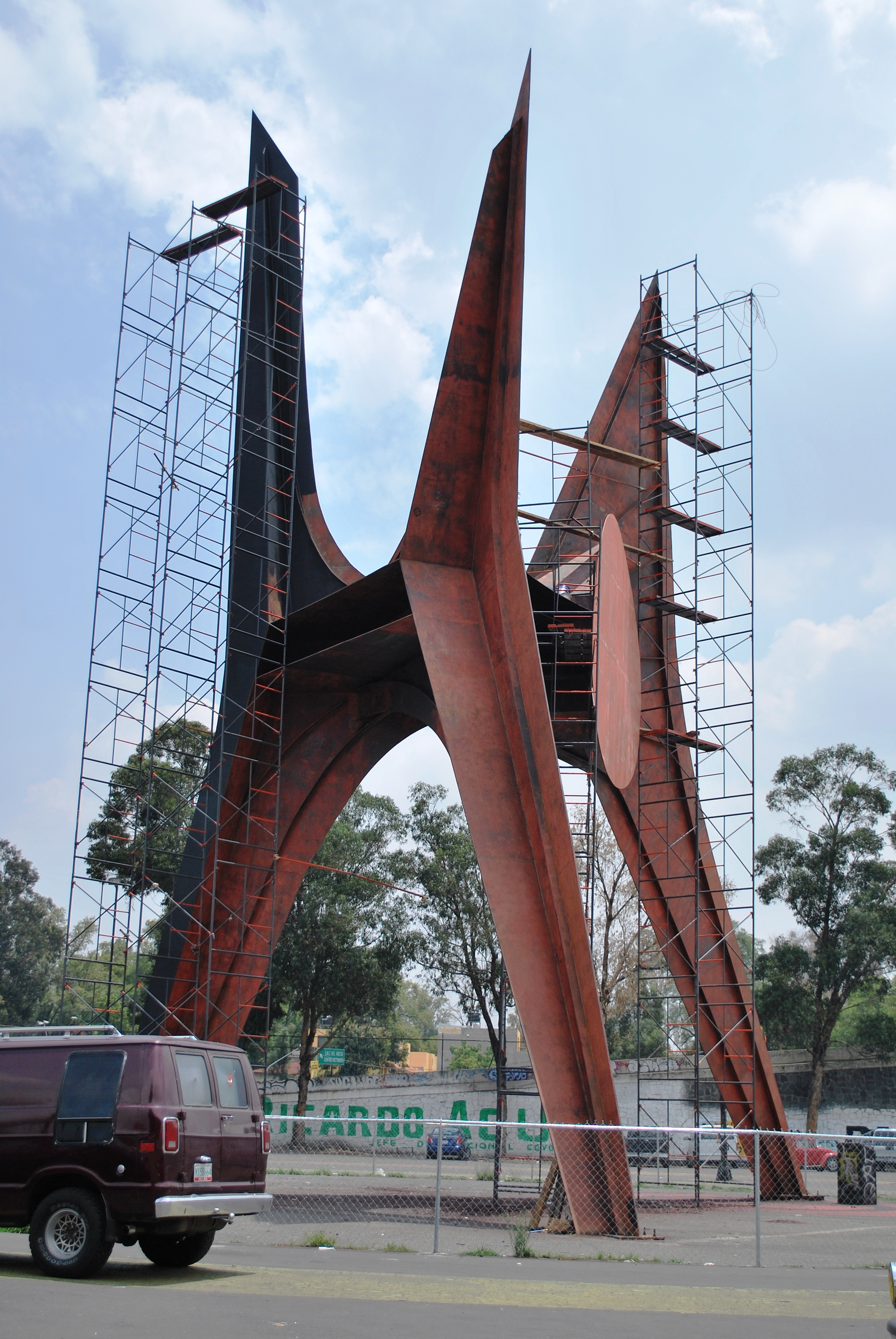
El Sol Rojo van Alexander Calder

De Ruta de la Amistad (Weg van de vriendschap) is een beeldenroute in de Mexicaanse hoofdstad Mexico-Stad.

## Geschiedenis
De beeldenroute, met een totale lengte van 17 km, is ontworpen door de Mexicaanse beeldhouwer/architect van Duitse afkomst Mathias Goeritz (Danzig 1915/Mexico-Stad 1990). De aanleiding tot de realisatie van de route was de voorbereiding van de Olympische Zomerspelen 1968. Alle beelden hebben monumentale afmetingen: het kleinste is 7 meter hoog, het grootste is 22 meter. Goeritz was voor de uitvoering, gedurende 1967 en 1968, gekozen door de architect Pedro Ramírez Vázques van het organiserende comité.

## Deelnemende kunstenaars
Drie speciale gasten, waarvan de werken zich niet langs de route bevinden:
- Alexander Calder - Verenigde Staten: El Sol Rojo bij het Estadio Azteca
- Mathias Goeritz - Mexico: La Osa Mayor bij het Palacio de los Deportes
- Germán Cueto - Mexico: Hombre Corriendo in de Ciudad Universitaria

De geselecteerde kunstenaars zijn:
1. Ángela Gurría - Mexico: La herradura[1]
2. Willy Guttman - Zwitserland: El ancla[2]
3. Miloslav Chlupáč - Tsjechoslowakije: Las tres Gracias[3]
4. Kioshi Takahashi - Japan: Esferas[4]
5. Pierre Székely - Hongarije: El sol bípedo[5]
6. Gonzalo Fonseca - Uruguay: La Torre de los vientos[6]
7. Costantino Nivola - Italië: zonder titel[7]
8. Jacques Moeschal - België: zonder titel[8]
9. Todd Williams - Verenigde Staten: zonder titel[9]
10. Grzegorz Kowalski - Polen: Reloj solar[10]
11. Josep Maria Subirachs - Spanje: zonder titel[11]
12. Clement Meadmore - Australië: zonder titel[12]
13. Herbert Bayer - Oostenrijk: Muro articulado[13]
14. Joop Beljon - Nederland: Tertulia de gigantes[14]
15. Itzhak Danziger - Israël: zonder titel[15]
16. Olivier Seguin - Frankrijk: zonder titel[16]
17. Mohamed Melehi - Marokko: zonder titel[17]
18. Helen Escobedo - Mexico: Puerta al viento[18]
19. Jorge Dubón - Mexico: Señales[19]